# گالسا بویو
گالسا بویو که به‌عنوان گالسا-گوک یا هسی فویو نیز ترجمه می‌شود، یک پادشاهی باستانی بود که توسط پادشاه گالسای بویوی شرقی (فویو شرقی) در منچوری و در بالادست رودخانه یالو تأسیس شد.

## تاریخ
یونگ پو می‌ترسید که بویو شرقی پس از سال ۲۲ میلادی و قتل برادر بزرگترش تسو، پادشاه بویوی شرقی، ویران شود. او با ۱۰۰ پیرو به سمت جنوب به رودخانه گالسا رفت. دره آمنوک (鴨淥) قلمرو پادشاهی موجود به نام ایالت هایدو (海頭國) بود که پادشاه آن اغلب به شکار می‌رفت. گالسا این پادشاه را کشت و پایتخت را در همان رودخانه قرار داد. این کشور در ابتدا با گوگوریو روابط خوبی داشت. این کشور تا سال ۶۸ پس از میلاد نسبتاً مستقل بود، زمانی که پادشاه دودو (都頭) تسلیم گوگوریو شد و موقعیت اداری قابل احترام U-dae (優台) را دریافت کرد، که به نظر می‌رسد به علت رابطه خویشاوندی او با پادشاه گوگوریو باشد. این کشور سه پادشاه داشت و نام پادشاه دوم مشخص نیست.